# Waverly Glacier
Waverly Glacier är en glaciär i Antarktis. Den ligger i Västantarktis. Argentina, Chile och Storbritannien gör anspråk på området. Waverly Glacier ligger 208 meter över havet.
Terrängen runt Waverly Glacier är varierad. Waverly Glacier ligger nere i en dal. Trakten är obefolkad. Det finns inga samhällen i närheten.